# آر پی-۲۱ ساپفیر
رادار آرپی-۲۱ ساپفیر (RP-21 Sapfir) (نام ناتو:اسپین اسکن) یک سیستم راداری برای استفاده در میک-۲۱پی‌اف و سایر واریان‌های بعدی میگ-۲۱ است که در شوروی توسعه داده شد.  

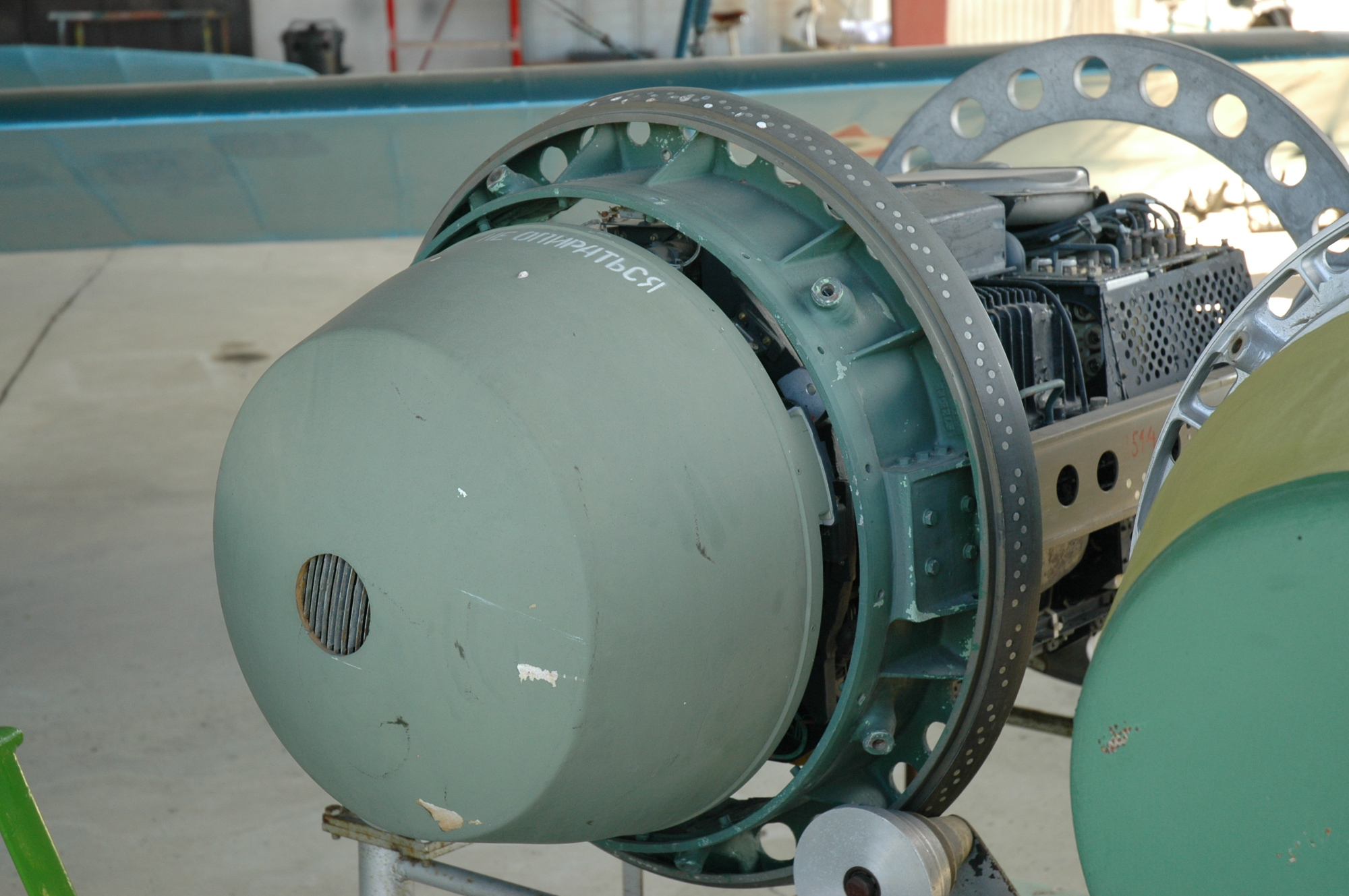
نمای جلویی رادار آرپی-۲۱